# Marie Chatardová
Marie Chatardová, född 6 mars 1963, är en tjeckisk karriärdiplomat som är den 73:e ordföranden för FN:s ekonomiska och sociala råd. Hon valdes in juli 2017.
Enligt Forbes 2017 är Marie Chatardova den fjärde mest inflytelserika kvinnan i Tjeckien.

## Utbildning och tidig karriär
Marie Chatardová föddes i Znojmo, Tjeckoslovakien. Hennes familj kommer från regionen Södra Mähren. Hon flyttade till Brno när hon var 10 år och studerade vid Gymnázium Křenová. 1985 blev hon Doctor iuris vid Masaryk University i Brno. 
Från 1985 till 1990 var Marie Chatardová anställd vid varumärkeskontoret i Prag. Efter Sammetsrevolutionen blev hon advokat, specialiserad på affärsjuridik.

## Karriär som statstjänsteman
År 1994 började hon arbeta i Tjeckiens utrikesministerium, vid Institutionen för analys och planering, där hon var i ett år. Hon skickades sedan som Tjeckiens ständiga delegat i Europeiska unionen i Bryssel, där hon var ansvarig för programmet för rättsliga och inrikes frågor före Europeiska unionens utvidgning. År 1999 kom hon tillbaka till Prag och tjänstgjorde som enhetschef inom avdelningen för samordning av förbindelserna med Europeiska unionen. År 2000 utsågs hon till chef för avdelningen för strategisk kommunikation vid Tjeckiens utrikesministerium.

## Diplomatisk karriär
Från 2002 till 2007 var Marie Chatardová Tjeckiens ambassadör i Sverige.
I slutet av detta uppdrag återvände hon till Tjeckiens utrikesministerium till posten som chef för protokollavdelningen (2007-2010).
Från 2010 till 2016 utsågs Marie Chatardová till Tjeckiens ambassadör i Frankrike, i furstendömet Monaco och Tjeckiens ständiga delegat vid Organisation internationale de la Francophonie.
2013 blev hon också Tjeckiens permanenta delegat till UNESCO (2013-2016). Hon valdes sedan till ordförande för Utskottet för konventioner och rekommendationer (2013-2015)
Sedan 2016 är hon Tjeckiens ständiga representant vid FN. I juli 2017 valdes hon som 73:e president för Förenta nationernas ekonomiska och sociala råd (ECOSOC).

## Familj
Chatardová är gift med Benoît E. Chatard. Hon har tre barn: Lucie (1986), Benoît (1993), Marien (2002). 

## Utmärkelser
- Kommendör av Hederslegionen (Frankrike; 2016)[9]
- Kommendör av Karl den heliges orden (Monaco; 2016)[10]